# Obelisco

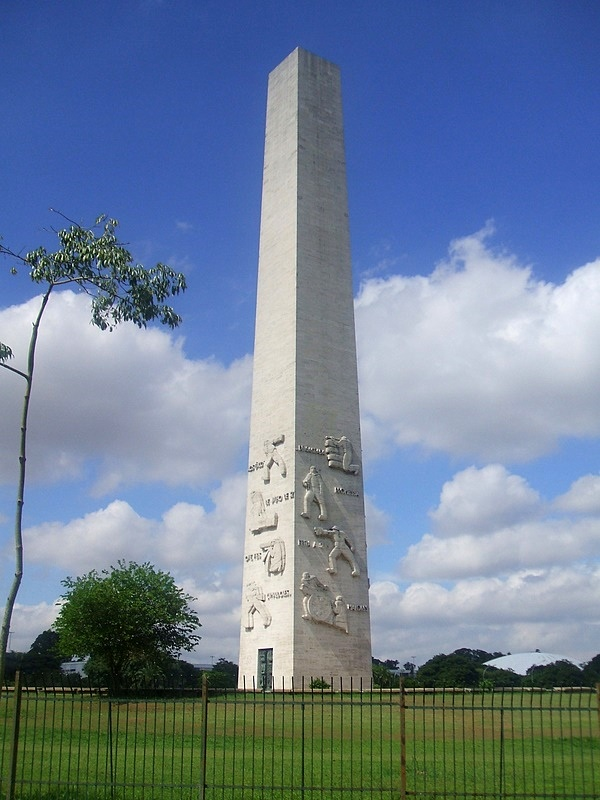
Obelisco dos Heróis de 1932, na cidade de São Paulo, Brasil

Um obelisco (do latim obeliscus, do grego ὀβελίσκος, diminutivo de ὀβελός, "espeto") é um monumento comemorativo surgido no Antigo Egito. Sua forma mais típica constitui-se de um pilar de pedra em forma quadrangular alongada e sutil, que se afunila ligeiramente em direção à sua parte mais alta, terminando com uma ponta piramidal. Um obelisco é geralmente decorado com inscrições gravadas em algumas ou todas as suas faces. Os mais antigos obeliscos eram feitos a partir de apenas uma peça de pedra, ou seja, eram monólitos. O antigo hieróglifo do obelisco Egípcio, listado no nº O25 dos sinais de Gardiner é uma representação do obelisco.

## História

### Significado no Antigo Egito
Os antigos egípcios chamavam os obeliscos de tekhenu, que significa "raio de sol". Estas peças tinham significado religioso para esta sociedade, caracterizando monumentos que adornavam tumbas, como emblemas ou símbolos relacionados ao deus sol.
Indícios apontam que os primeiros governantes a utilizar obeliscos em fachadas de templos foram os reis da Quinta Dinastia (2494-2345 AC). Nesta dinastia, obeliscos decoravam templos mortuários situados às margens dos campos cultivados.
Surgiram, na época do período pré-dinástico cultos, para uma grande pedra sagrada que foi levantada no templo de Heliópolis, a "Cidade do Sol". Tal como acontece com as pirâmides, este monumento tinha uma relação primitiva com o culto solar. Como regra geral, obeliscos foram erigidos em pares e servia para proteger o templo magicamente.
No Egito, o obelisco era frequentemente monolítico, de uma base quadrangular, colocado em posição vertical e terminando com uma pirâmide (piramídio) em seu topo. 

### Significado na Era Contemporânea
Nos séculos XIX e XX, houve uma profusão de obeliscos, inclusive no Brasil. Estudos sobre este tipo de monumentos indicam que, diferentemente do antigo Egito, estes atuam como símbolos de representação da memória e identidade coletiva. 
Os objetivos para a ereção de um obelisco neste contexto pode ser diversos, como: homenagens a personalidades (políticos e benfeitores), inauguração de obras urbanísticas que contribuíram para o progresso de cidades, memória de datas comemorativas (como a Independência do Brasil, a Abolição da Escravatura), marcos geodésicos e homenagens a heróis de guerra, entre outros motivos.

## Obeliscos famosos
- Obelisco da Praça Sete de Setembro
- Obelisco de Washington (o maior, além de um dos mais famosos obeliscos do mundo)
- Obelisco do Vaticano (segundo maior de Roma, e um dos mais famosos do mundo)
- Obelisco de Paris (o mais famoso obelisco da França)
- Obelisco de São Paulo (o maior, além de o mais famoso do Brasil)
- Obelisco de Buenos Aires (o maior, além de mais famoso da Argentina)
- Obelisco de Petrópolis (o mais famoso obelisco do Rio de Janeiro)
- Monumento aos Restauradores (de autoria de António Tomás da Fonseca, José Simões de Almeida e Alberto Nunes, em 1886. Comemora a Restauração da Independência e o fim do Domínio Filipino em Portugal)
- Obelisco da Memória (António José de Ávila, 1840. Destinado a perpetuar a memória da vitória de do "Exército Libertador" do absolutismo de D.Pedro IV, já que este desembarcou nesta praia)
- Obeliscos de Alverca (os 2 obeliscos foram mandados construir pela rainha D. Maria I em 1782. Estão localizados, um de cada lado da estrada nacional 10, à entrada de Alverca, junto às antigas portas de Lisboa. Os obeliscos comemoram a construção da nova "Estrada Real").[4]
- Obeliscos do Parque Eduardo VII (2 conjuntos de 2 obeliscos)